# Diadegma angitiaeforma
Diadegma angitiaeforma är en stekelart som beskrevs av Horstmann 1969. Diadegma angitiaeforma ingår i släktet Diadegma och familjen brokparasitsteklar. Inga underarter finns listade i Catalogue of Life.